# Heure d'été d'Europe de l'Ouest
| Bleu clair | Heure d'Europe de l'Ouest / Temps moyen de Greenwich (UTC)                                     |
| Bleu       | Heure d'Europe de l'Ouest / Temps moyen de Greenwich (UTC)                                     |
| Bleu       | Heure d'été d'Europe de l'Ouest / Heure d'été du Royaume-Uni / Heure normale d'Irlande (UTC+1) |
| Rouge      | Heure normale d'Europe centrale (UTC+1)                                                        |
| Rouge      | Heure d'été d'Europe centrale (UTC+2)                                                          |
| Jaune      | Heure normale d'Europe de l'Est / Heure de Kaliningrad (UTC+2)                                 |
| Ocre       | Heure normale d'Europe de l'Est (UTC+2)                                                        |
| Ocre       | Heure d'été d'Europe de l'Est (UTC+3)                                                          |
| Vert       | Heure de Moscou / Heure en Turquie (UTC+3)                                                     |
| Turquoise  | Heure en Arménie / Heure en Azerbaïdjan / Heure en Géorgie (UTC+4)                             |

L'Heure d'été de l'Europe de l'Ouest (WEST, UTC+01:00) est un régime d'été heure d'été, 1 heure avant le Greenwich Mean Time et Temps universel coordonné. Il est utilisé dans :
- les Canaries
- Portugal (y compris Madère mais pas les Açores)
- les Îles Féroé

Les pays suivants utilisent également le même fuseau horaire pour leur heure d'été, mais utilisent un titre différent :
- Royaume-Uni, qui utilise l'Heure d'été du Royaume-Uni (BST)
- Irlande, qui utilise l'heure normale d'Irlande (IST)[1] (Am Caighdeánach na hÉireann (ACÉ)[2]. Aussi parfois appelé à tort "l'heure d'été irlandaise" (Am Samhraidh na hÉireann)[3],[4].

Le programme s'étend du dernier dimanche de mars au dernier dimanche d'octobre de chaque année. Au début et à la fin des schémas, les changements d'horloge ont lieu à 01h00 UTC+00:00. Pendant l'hiver, Western European Time (WET, GMT+0 ou UTC±00:00) est utilisé.
Les dates de début et de fin du programme sont asymétriques en termes d'heures de clarté : la vernal période de l'année avec une quantité de lumière du jour similaire à la fin octobre est la mi-février, bien avant le début de l'été temps. L'asymétrie reflète la température plus que la durée de la lumière du jour.
L'Irlande observe l'heure standard irlandaise pendant les mois d'été et passe à UTC±00:00 en hiver. Comme la période d'hiver de l'Irlande commence le dernier dimanche d'octobre et se termine le dernier dimanche de mars, le résultat est le même que si elle observait l'heure d'été.

## Utilisation
Les pays et territoires suivants utilisent UTC+01:00 pendant l'été, entre 1:00 UTC le dernier dimanche de mars et 1:00 UTC le dernier dimanche d'octobre.
- Canaries, régulièrement depuis 1980 (le reste de l'Espagne est CEST, c'est-à-dire UTC+02:00)
- Îles Féroé, régulièrement depuis 1981
- Irlande
  - 1916–1939 durant l'été IST
  - 1940–1946 durant toute l'année IST
  - 1947-1968 durant l'été IST
  - 1968–1971 toute l'année IST
  - 1972– durant l'été IST
- Portugal
  - Portugal continental[5]
    - 1916–1921 durant l'été WEST
    - 1924 durant l'été WEST
    - 1926–1929 durant l'été WEST
    - 1931–1932 durant l'été WEST
    - 1934–1941 durant l'été WEST
    - 1942–1945 durant l'été WEST (1942–1945 milieu de l'été heure de l'Europe occidentale WEMT[6],[7]=WEST+1)
    - 1946–1966 durant l'été WEST
    - 1966–1976 toute l'année WEST/CET
    - 1977–1992 durant l'été WEST
    - Hivers 1992–1996 WEST/CET (étés 1993–1995 CEST)
    - 1996– durant l'été WEST

  - Madère, régulièrement depuis 1982[8]
- Royaume-Uni
  - 1916-1939 durant l'été BST
  - 1940–1945 toute l'année BST (étés 1941–1945 BDST=BST+1)
  - 1946 durant l'été BST
  - 1947 durant l'été BST (BDST du milieu de l'été 1947=BST+1)
  - 1948-1968 durant l'été BST
  - 1968–1971 toute l'année BST
  - 1972– durant l'été BST

### Irlande
En Irlande, depuis la loi de 1971 sur l'heure standard (amendement), l'Irlande utilise UTC+1 en été (officiellement l'"heure normale", irlandais : am caighdeánach", bien que généralement appelée "heure d'été") et UTC+0 en hiver (officiellement "heure d'hiver").

### Portugal
Le Portugal est passé à l'heure d'Europe centrale et à l'heure d'été d'Europe centrale en 1992, mais est revenu à l'heure d'Europe occidentale en 1996 après avoir conclu que les économies d'énergie étaient faibles, cela avait un effet perturbateur sur les habitudes de sommeil des enfants car il ne faisait pas noir jusqu'à ce que 22h00 ou 22h30 les soirs d'été, les matins d'hiver le soleil se levait encore à 9h00, avec des répercussions sur le niveau d'apprentissage et les performances scolaires, et les compagnies d'assurance signalaient une augmentation du nombre d'accidents.

### Royaume-Uni
À partir de 1916, les dates de début et de fin de la BST chaque année ont été mandatées par le Parlement du Royaume-Uni. De 1940 à 1945, le pays a utilisé l'heure d'été britannique pendant les mois d'hiver et l'heure d'été double britannique, une heure de plus que l'heure GMT, pendant les mois d'été. De 1968 à 1971, le pays a utilisé la BST tout au long de l'année. En février 2002, le Summer Time Order 2002 a modifié les dates et les heures pour correspondre aux règles européennes de passage à l'heure d'été.

## Dates de début et de fin de l'heure d'été du Royaume-Uni et de l'heure normale irlandaise
| Été  | Débuts (BST)         | Fins (GMT)             | Notes R-U                              | Notes Irlande                             |
| ---- | -------------------- | ---------------------- | -------------------------------------- | ----------------------------------------- |
| 2017 | dim 26 mars 01:00    | dim 29 octobre 01:00   |                                        |                                           |
| 2016 | dim 27 mars 01:00    | dim 30 octobre 01:00   |                                        |                                           |
| 2015 | dim 29 mars 01:00    | dim 25 octobre 01:00   |                                        |                                           |
| 2014 | dim 30 mars 01:00    | dim 26 octobre 01:00   |                                        |                                           |
| 2013 | dim 31 mars 01:00    | dim 27 octobre 01:00   |                                        |                                           |
| 2012 | dim 25 mars 01:00    | dim 28 octobre 01:00   |                                        |                                           |
| 2011 | dim 27 mars 01:00    | dim 30 octobre 01:00   |                                        |                                           |
| 2010 | dim 28 mars 01:00    | dim 31 octobre 01:00   |                                        |                                           |
| 2009 | dim 29 mars 01:00    | dim 25 octobre 01:00   |                                        |                                           |
| 2008 | dim 30 mars 01:00    | dim 26 octobre 01:00   |                                        |                                           |
| 2007 | dim 25 mars 01:00    | dim 28 octobre 01:00   |                                        |                                           |
| 2006 | dim 26 mars 01:00    | dim 29 octobre 01:00   |                                        |                                           |
| 2005 | dim 27 mars 01:00    | dim 30 octobre 01:00   |                                        |                                           |
| 2004 | dim 28 mars 01:00    | dim 31 octobre 01:00   |                                        |                                           |
| 2003 | dim 30 mars 01:00    | dim 26 octobre 01:00   |                                        |                                           |
| 2002 | dim 31 mars 01:00    | dim 27 octobre 01:00   | Le R-U a adopté les pratiques de l'UE, | L'Irlande a adopté les pratiques de l'UE, |
| 2001 | dim 25 mars 01:00    | dim 28 octobre 01:00   |                                        |                                           |
| 2000 | dim 26 mars 01:00    | dim 29 octobre 01:00   |                                        |                                           |
| 1999 | dim 28 mars 01:00    | dim 31 octobre 01:00   |                                        |                                           |
| 1998 | dim 29 mars 01:00    | dim 25 octobre 01:00   |                                        |                                           |
| 1997 | dim 30 mars 01:00    | dim 26 octobre 01:00   |                                        |                                           |
| 1996 | dim 31 mars 01:00    | dim 27 octobre 01:00   |                                        |                                           |
| 1995 | dim 26 mars 01:00    | dim 22 octobre 01:00   |                                        |                                           |
| 1994 | dim 27 mars 01:00    | dim 23 octobre 01:00   |                                        |                                           |
| 1993 | dim 28 mars 01:00    | dim 24 octobre 01:00   |                                        |                                           |
| 1992 | dim 29 mars 01:00    | dim 25 octobre 01:00   |                                        |                                           |
| 1991 | dim 31 mars 01:00    | dim 27 octobre 01:00   |                                        |                                           |
| 1990 | dim 25 mars 01:00    | dim 28 octobre 01:00   |                                        |                                           |
| 1989 | dim 26 mars 01:00    | dim 29 octobre 01:00   |                                        |                                           |
| 1988 | dim 27 mars 01:00    | dim 23 octobre 01:00   |                                        |                                           |
| 1987 | dim 29 mars 01:00    | dim 25 octobre 01:00   |                                        |                                           |
| 1986 | dim 30 mars 01:00    | dim 26 octobre 01:00   |                                        |                                           |
| 1985 | dim 31 mars 01:00    | dim 27 octobre 01:00   |                                        |                                           |
| 1984 | dim 25 mars 01:00    | dim 28 octobre 01:00   |                                        |                                           |
| 1983 | dim 27 mars 01:00    | dim 23 octobre 01:00   |                                        |                                           |
| 1982 | dim 28 mars 01:00    | dim 24 octobre 01:00   |                                        |                                           |
| 1981 | dim 29 mars 01:00    | dim 25 octobre 01:00   |                                        |                                           |
| 1980 | dim 16 mars 02:00    | dim 26 octobre 02:00   |                                        |                                           |
| 1979 | dim 18 mars 02:00    | dim 28 octobre 02:00   |                                        |                                           |
| 1978 | dim 19 mars 02:00    | dim 29 octobre 02:00   |                                        |                                           |
| 1977 | dim 20 mars 02:00    | dim 23 octobre 02:00   |                                        |                                           |
| 1976 | dim 21 mars 02:00    | dim 24 octobre 02:00   |                                        |                                           |
| 1975 | dim 16 mars 02:00    | dim 26 octobre 02:00   |                                        |                                           |
| 1974 | dim 17 mars 02:00    | dim 27 octobre 02:00   |                                        |                                           |
| 1973 | dim 18 mars 02:00    | dim 28 octobre 02:00   |                                        |                                           |
| 1972 | dim 19 mars 02:00    | dim 29 octobre 02:00   |                                        |                                           |
| 1971 |                      | dim 31 octobre 02:00   | BST toute l'année se termine           | IST toutes les fins d'année               |
| 1970 |                      |                        | BST toute l'année                      | IST toute l'année                         |
| 1969 |                      |                        | BST toute l'année                      | IST toute l'année                         |
| 1968 | dim 18 février 01:00 |                        | BST toute l'année commence             | IST toute l'année commence                |
| 1967 | dim 19 mars 02:00    | dim 29 octobre 02:00   |                                        |                                           |
| 1966 | dim 20 mars 02:00    | dim 23 octobre 02:00   |                                        |                                           |
| 1965 | dim 21 mars 02:00    | dim 24 octobre 02:00   |                                        |                                           |
| 1964 | dim 22 mars 02:00    | dim 25 octobre 02:00   |                                        |                                           |
| 1963 | dim 31 mars 02:00    | dim 27 octobre 02:00   |                                        |                                           |
| 1962 | dim 25 mars 02:00    | dim 28 octobre 02:00   |                                        |                                           |
| 1961 | dim 26 mars 02:00    | dim 29 octobre 02:00   |                                        |                                           |
| 1960 | dim 10 avril 02:00   | dim 2 octobre 02:00    |                                        |                                           |
| 1959 | dim 12 avril 02:00   | dim 4 octobre 02:00    |                                        |                                           |
| 1958 | dim 20 avril 02:00   | dim 5 octobre 02:00    |                                        |                                           |
| 1957 | dim 14 avril 02:00   | dim 6 octobre 02:00    |                                        |                                           |
| 1956 | dim 22 avril 02:00   | dim 7 octobre 02:00    |                                        |                                           |
| 1955 | dim 17 avril 02:00   | dim 2 octobre 02:00    |                                        |                                           |
| 1954 | dim 11 avril 02:00   | dim 3 octobre 02:00    |                                        |                                           |
| 1953 | dim 19 avril 02:00   | dim 4 octobre 02:00    |                                        |                                           |
| 1952 | dim 20 avril 02:00   | dim 26 octobre 02:00   |                                        |                                           |
| 1951 | dim 15 avril 02:00   | dim 21 octobre 02:00   |                                        |                                           |
| 1950 | dim 16 avril 02:00   | dim 29 octobre 02:00   |                                        |                                           |
| 1949 | dim 3 avril 02:00    | dim 30 octobre 02:00   |                                        |                                           |
| 1948 | dim 14 mars 02:00    | dim 31 octobre 02:00   |                                        |                                           |
| 1947 |                      | dim 2 novembre 02:00   | Retour à GMT                           | Retour à GMT                              |
| 1947 | dim 13 avril 02:00   | dim 10 août 02:00      | BDST (2 heures d'avance)               | IST / pas d'heure d'été                   |
| 1947 | dim 16 mars 02:00    |                        | La BST commence                        | IST commence                              |
| 1946 | dim 14 avril 02:00   | dim 6 octobre 02:00    | Retour à GMT (octobre)                 | Retour à GMT (octobre)                    |
| 1945 |                      | dim 7 octobre 02:00    | Retour à GMT                           | IST                                       |
| 1945 | lun 2 avril 01:00    | dim 15 juillet 01:00   | BDST (2 heures à l'avance)             | IST / pas d'heure d'été                   |
| 1944 | dim 2 avril 01:00    | dim 17 septembre 01:00 | BDST (2 heures à l'avance)             | IST / pas d'heure d'été                   |
| 1943 | dim 4 avril 01:00    | dim 15 août 01:00      | BDST (2 heures d'avance)               | IST / pas d'heure d'été                   |
| 1942 | dim 5 avril 01:00    | dim 9 août 01:00       | BDST (2 heures à l'avance)             | IST / pas d'heure d'été                   |
| 1941 | dim 4 mai 01:00      | dim 10 août 01:00      | BDST (2 heures à l'avance)             | IST / pas d'heure d'été                   |
| 1940 | dim 25 février 02:00 |                        | BST 1940–1945                          | IST 1940–1946                             |
| 1939 | dim 16 avril 02:00   | dim 19 novembre 02:00  |                                        |                                           |
| 1938 | dim 10 avril 02:00   | dim 2 octobre 02:00    |                                        |                                           |
| 1937 | dim 18 avril 02:00   | dim 3 octobre 02:00    |                                        |                                           |
| 1936 | dim 19 avril 02:00   | dim 4 octobre 02:00    |                                        |                                           |
| 1935 | dim 14 avril 02:00   | dim 6 octobre 02:00    |                                        |                                           |
| 1934 | dim 22 avril 02:00   | dim 7 octobre 02:00    |                                        |                                           |
| 1933 | dim 9 avril 02:00    | dim 8 octobre 02:00    |                                        |                                           |
| 1932 | dim 17 avril 02:00   | dim 2 octobre 02:00    |                                        |                                           |
| 1930 | dim 13 avril 02:00   | dim 5 octobre 02:00    |                                        |                                           |
| 1929 | dim 21 avril 02:00   | dim 6 octobre 02:00    |                                        |                                           |
| 1928 | dim 22 avril 02:00   | dim 7 octobre 02:00    |                                        |                                           |
| 1927 | dim 10 avril 02:00   | dim 2 octobre 02:00    |                                        |                                           |
| 1926 | dim 18 avril 02:00   | dim 3 octobre 02:00    |                                        |                                           |
| 1925 | dim 19 avril 02:00   | dim 4 octobre 02:00    |                                        |                                           |
| 1924 | dim 13 avril 02:00   | dim 21 septembre 02:00 |                                        |                                           |
| 1923 | dim 22 avril 02:00   | dim 16 septembre 02:00 |                                        |                                           |
| 1922 | dim 26 mars 02:00    | dim 8 octobre 02:00    |                                        |                                           |
| 1921 | dim 3 avril 02:00    | dim 2 octobre 02:00    |                                        |                                           |
| 1920 | dim 28 mars 02:00    | dim 24 octobre 02:00   |                                        |                                           |
| 1919 | dim 30 mars 02:00    | dim 28 septembre 02:00 |                                        |                                           |
| 1918 | dim 24 mars 02:00    | dim 29 septembre 02:00 |                                        |                                           |
| 1917 | dim 8 avril 02:00    | dim 16 septembre 02:00 |                                        |                                           |
| 1916 | dim 21 mai 02:00     | dim 1 octobre 02:00    |                                        | Abolition du DMT                          |

Remarque : Jusqu'au 1er octobre 1916, l'heure dans toute l'Irlande était basée sur "Dublin Mean Time", GMT - 25 minutes.